# Friedrich Nork
Friedrich Nork (eigentlich Josef Ferdinand Friedrich Korn; * 26. April 1803 in Prag; † 16. Oktober 1850 in Teplitz) war ein deutscher Schriftsteller.

## Leben
Zelig Kohn (der Schriftstellername Nork ist ein Anagramm des „christianisierten“ Familiennamens Korn, dem Selig oder Seligmann entspricht Friedrich) wurde als ältester Sohn des jüdischen Leinenhändlers Adam Kohn und der Rachel Wiener 1803 in Prag geboren. Zunächst sollte er Kaufmann werden, es gelang ihm aber, als er bereits 17 Jahre alt war, im Prager Gymnasium aufgenommen zu werden. Wegen eines Epigramms auf einen Lehrer musste er jedoch die Schule verlassen und sollte sich nun wieder dem Handel widmen und im Geschäft seines Vaters arbeiten.
Seine Neigung galt jedoch der Schriftstellerei. Er veröffentlichte 1828 auf eigene Kosten „Die Wege zum Reichtum“, ein satirisches Lehrgedicht in Alexandrinern. Auf einen Angriff von Karl Ferdinand Dräxler (1806–1879) in der Zeitschrift Hebe, der ihn einen „Juden von Profession und Schriftsteller von Handwerk“ nannte, erwiderte er scharf in der Berliner Schnellpost für Literatur, Theater und Geselligkeit, indem er Dräxler als „Sonetten-Klingler von Handwerk und Müßiggänger von Fußwerk“ bezeichnete. Das fand den Beifall des Redakteurs Moritz Gottlieb Saphir, der Nork einlud, an seiner Berliner Schnellpost und seinem Berliner Courier mitzuarbeiten. Bald lieferte Korn unter dem Pseudonym Nork zahlreiche Beiträge für diese und andere Blätter.
Durch solche Erfolge ermutigt, nahm er die Erlaubnis seines Vaters, 1829 die Buchmesse in Leipzig zu besuchen, als Gelegenheit, Prag und dem Leinwandhandel auf immer den Rücken zu kehren.
Zunächst wurde er Mitarbeiter der Zeitschrift Hebe in Leipzig, wo Ludwig von Alvensleben ihn als Subredakteur engagierte. Da Nork sich in Leipzig nicht niederlassen durfte, wohnte er in Halle. Dort trat er (seine Eltern waren inzwischen gestorben) zum Christentum über.
Er versuchte, in Halle mit einer Leihbücherei seinen Unterhalt zu finden, konnte dort aber nicht bleiben und begann ein relativ unstetes Leben, in dessen Verlauf er sich an zahlreichen Orten (Pest, Wien, Prag, Dresden, Connewitz bei Leipzig und Stuttgart) mit unterschiedlichen literarischen Arbeiten beschäftigte.
Diese Arbeiten gehören teils in der Bereich der Belletristik, insbesondere zur Satire, teils in der Bereich der Mythographie, Religionswissenschaft und Judaistik. In beiden Bereichen blieb ihm trotz seiner erstaunlichen Produktivität allgemeine Anerkennung versagt. Als Beispiel für die Bewertung seiner religionswissenschaftlich-mythologischen Arbeiten kann der geradezu gehässige Artikel von Richard Hoche in der Allgemeinen Deutschen Biographie gelten oder die maliziösen Verse von Friedrich Engels:
Friedrich Nork, der größte Poet,

Der je gelebt, seit die Welt steht,

Der dichtet und lügt die schönsten Sachen,

Beweist Euch aus des Orients Sprachen,

Daß Ihr ein Esel, Elias die Sonne,

Denn der Orient ist aller Sprachen Bronne,

Doch Verstand – den findet Ihr bei ihm nie,

noch tüchtigs Wissen und Etymologie.
Nork starb 1850 auf einer Reise von Leipzig nach Wien, wo er hoffte, sich niederlassen zu können, 47 Jahre alt in Teplitz.
Er war mütterlicherseits der Onkel des Sozialphilosophen Josef Popper-Lynkeus.

## Werke
- Die Wege zum Reichtum. Prag 1828
- Zeriels, des infernalischen Schauspieldirectors, Reise auf die Oberwelt. Leipzig 1830
- Belial und Astarte, oder Die Liebe der Teufel. Ein Sittengemälde des 59. Jahrh. nach Erschaffung der Welt. Nach dem Höllen-Originale des diabolischen Gelehrten Rathbi Rimmone Taib deutsch bearbeitet von F. Nork. Leipzig 1831
- Panorama von Ofen und Pesth oder Charakter- und Sittengemälde der beiden Hauptstädte Ungarns, aufgenommen nach eigener Anschauung. Leipzig 1833
- Memoiren von Figaro. Leipzig 1833
- Die Seleniten oder Die Mondbewohner wie sie sind. Aus den Papieren eines Luftseglers. 1834
- Der jüdische Gil Blas. Leipzig 1834
- Der Sabbathianer, oder Die Schöpsenfamilie. Fortsetzung des jüdischen Gil Blas. Leipzig 1835
- Humoristische Charaktergemälde. Prag 1835
- Mythen der alten Perser. Als Quellen christlicher Glaubenslehren und Ritualien. Nach den einzelnen Andeutungen der Kirchenväter und einiger neuern Gelehrter zum Erstenmale systematisch aneinandergereiht. Leipzig 1835
- Die Zeugung der Himmelskörper, deren Wachsthum, Nahrungsweise, Alter und Todesarten : Nachgewiesen aus den Hypothesen der Astronomen und Physiker. Meissen 1835
- Braminen und Rabbinen, oder Indien das Stammland der Hebräer und ihrer Fabeln. Eine Beweisführung für Bibel-Exegeten und Geschichtsforscher. Meissen 1836
- Vergleichende Mythologie zum nähern Verständniss vieler Bibelstellen. Leipzig 1836
- Der staatspapierende Mischjude oder Leben und Treiben der Vornehmen in Israel. Ein Zeitbild. Meissen 1836
- Der Prophet Elias, ein Sonnen-Mythus. 1837
- Der Talmudist in der eleganten Welt. Leipzig 1837
- Vorschule der Hieroglyphik oder Die Bildersprache der Alten. Leipzig 1837
- Die Weihnachts- und Osterfeier: erklärt aus dem Sonnencultus der Orientalen – etwas für die Besitzer der Strauß'schen Schrift: „Das Leben Jesu“. Leipzig 1838
- Das Leben Mosis, aus dem astrognostischen Standpunkte betrachtet. Leipzig 1838
- Der Mystagog oder Deutung der Geheimlehren, Symbole und Feste der christlichen Kirche. Leipzig 1838
- Rabbinische Quellen und Parallelen zu neutestamentlichen Schriftstellen. Mit Benutzung der Schriften von Lightfoot, Wetstein, Meuschen, Schöttgen, Danz u. A.. Leipzig 1839
- Ueber Fatalismus. Oder Vorherbestimmung der menschlichen Schicksale, erwiesen in 222 Beispielen für das Vorhandenseyn des Divinationsvermögens nebst psychologischen Erklärungsversuchen jenes erhöhten Seelenzustands. Weimar 1840
- Die Existenz der Geister und ihre Einwirkung auf die Sinnenwelt. Weimar 1841
- Stimmen aus dem Jenseits oder das Todtengericht im Grabe, den Mittheilungen eines wiedererwachten Scheintodten getreu nacherzählt. Weimar 1842
- Vollständiges Hebräisch-chaldäisch-rabbinisches Wörterbuch über das alte Testament, die Thargumim, Midraschim und den Talmud, mit Erläuterungen aus dem Bereiche der historischen Kritik, Archäologie, Mythologie, Naturkunde etc. und mit besonderer Berücksichtigung der Dicta messiana, als Bindemittel der Schriften des alten und neuen Bundes. Grimma 1842
- Die Götter Syriens : mit Rücksichtnahme auf die neuesten Forschungen im Gebiete der biblischen Archaeologie. Stuttgart 1842
- Biblische Mythologie. 2 Bde., 1842–43
- Etymologisch-symbolisch-mythologisches Real-Wörterbuch zum Handgebrauche für Bibelforscher, Archäologen u. bildende Künstler. 1843–1845
- Populäre Mythologie, oder Götterlehre aller Völker. 10 Teile in 5 Bänden, Stuttgart 1845
- Der Festkalender, enthaltend: Die Sinndeute der Monatszeichen, die Entstehungs- und Umbildungsgeschichte von Naturfesten in Kirchenfeste; Schilderung der an denselben vorkommenden Gebräuche und Deutung ihrer Sinnbilder; Charakteristik der an den 366 Tagen des Schaltjahrs verehrten Blutzeugen und Glaubenshelden mit Wort und Schwert; Deutung vieler Wundererzähler etc. Stuttgart 1847
- Mythologie der Volkssagen und Volksmärchen. Eine Darstellung ihrer genetischen Entwicklung. Stuttgart 1848
- Kaiser Nicolaus der Erste gegenüber der öffentlichen Meinung von Europa, zur Berichtigung unreifer Urtheile über russische Diplomatie und Regierungspolitik. Weimar 1848
- Die Vampyrbraut oder die Wirkungen des bösen Blickes. Aus dem Ungarischen des Köröshazy Ferenz von F. Nork. Leipzig 1849
- Das göttliche Recht der Könige und die Prärogative des Adels : behauptet gegen die modernen Staatsverbesserer ; nebst Aufklärungen über die Entstehungsgeschichte der Formel: „von Gottes Gnaden“ und den mystischen Sinn der Salbungsceremonie weltlicher und geistlicher Herrscher. Weimar 1849
- Die Sitten und Gebräuche der Deutschen und ihrer Nachbarvölker. Mit Bezugnahme auf die aus den kirchlichen, abergläubischen und Rechtsgebräuchen hervorgegangenen Mythen und Volkssagen. Stuttgart 1849
- Andeutungen eines Systems der Mythologie entwickelt aus der priesterlichen Mysteriosophie und Hierologie des alten Orients. Leipzig 1850